# Romsø
Romsø er en 1 km² stor ø i Storebælt ca. 10 km nordøst for Kerteminde. Den 109 hektar store ø har siden 1604 hørt under Hverringe Gods, ejet af familien Iuel Reventlow. Øen er en del af Kerteminde Kommune.
Der har boet ca. 50 mennesker på øen, indtil landbruget hørte op omkring 1961. Efter at øens faste bestyrerpar gennem 19 år flyttede i 1996, har øen været ubeboet. De tilbageværende 8 huse benyttes som sommerhuse, der udlejes af Reventlow familien. Romsøs beplantning, i alt 40 hektar, blev fredet i 1955, men ikke Maden, og fredningen berører ikke landskabsformerne og klinterne. Fredninges formål er  at bevare de mærkværdige tjørne på nordkysten, at sikre skoven som løvskov med danske træer samt at bevare øens stengærder. I fugleområdet Maden, umiddelbart nord for anløbsbroen, er der siden vedtaget et adgangsforbud i fuglenes yngletid. Øen er en del af Natura 2000-område nr. 109 Havet mellem Romsø og Hindsholm samt Romsø
I sommerperioden sejler fra 1. april til 31. august Romsøbåden, som er en hurtiggående passagerbåd, godkendt af Søfartsstyrelsen til 17 passagerer onsdag og lørdag fra Kerteminde fiskerihavn til Romsø.

## Historie
Øen blev første gang nævnt i kong Valdemars Jordebog fra 1231. I Erik Pontoppidans Danske Atlas fra omkring 1760 er der anført en beboer og en dyrehave på øen.

### Slaget om Romsø
Under Englandskrigene blev øen fra 1807-1809 invaderet af englændere, der huggede store mængder træer om og brændte flere huse og gårde af. Englændernes hærgen blev for meget for øboerne, og i 1808 forlod de sidste danskere øen. 19. maj 1809 blev englænderne fordrevet af et jægerkorps anført af øens daværende ejer Hans Rudolph Juel. Der blev taget ca. 100 engelske fanger, som blev overført til Kerteminde. En opgørelse over krigsskaderne fortæller, at alle huse var nedbrændte, skoven reduceret med næsten 900 træer, og alle hegn og gærder var ødelagte. På den nordøstlige del af øen kan der stadig ses rester af de engelske gravsteder. Efter krigens slutning blev huse og gårde genopbygget, og fra 1830 blev der plantet nye træer. Juels rapport til kongen lyder således:
| Citat | Rapport: Efter Deres Højvelbaarenheds Ordre indskibede jeg mig i Aftes på Kanoneerbaadene under Her Capitain von Schønheyder for at afgaa til Øen Romsø, med 30 mand af Sjællandske Jægerkorps under Hrr Premierløjtnant v. Linde, 24 Mand af Jægercompagniet, Kongens Regiment, Hrr Capitain v. Dass, og 22 Mand fynske ridende Jægerkorps.- Vi ankom til Øen omtrent Kl. 2, hvor vi udskibedes; og blev der af Hrr Capitain v. Schønheyder endnu medgivet 100 Matroser under D'Hrr Lieutnanter von Grodtschilling og v. Cederfeldt.- Øen blev straks, formedelst den paa flere Steder antændte Ild recognosceret med den nødvendige Forsigtighed, og da intet befandt sig der, hverken af Mennesker eller Kreaturer, bleve Tropperne samlede i Baghold i Skoven, og de fornødne Poster udstillede.- I dag Morges kl. 6 udgik den første Barkasse fra Rangskibet (engelsk), og efter denne 3de Chalupper, som alle holdte ind på Øen; det sig i disse befindende Mandskab kunde omtrent være 150 til 170 Mand. Jeg lod dem uforstyrret gaa iland, og da jeg omtrent kunde formode, at de vare saa højt oppe, at de kunde afskjæres, hvilket ej formedelst en Pynt af Skoven med Vished kunde sees, lod jeg den højre Flanke trække sig under Stranden, for om muligt at bemestre sig Fartøjerne, medens Fjenden af det øvrige Mandskab blev angreben.- Det lykkedes os at gøre 93 Fanger, hvoriblandt 1 Officer og 2 Masters; af Fartøjerne vare vi derimod ikke saa heldige, i hvormegen Anstengelse og Raskhed der ved udvistes af D Hrr Lieutnanter von Cederfeldt og v. Linde, der kommanderede på høire Fløj, at erobre noget, da Fjenden ved Ankomsten strax satte Baadene fra Landet, hvilket de formedelst lavt Vande ej havde kunnet lægge tæt op til. Folkene paa det ene Fartøi bleve nedskudte paa 2 Mand nær og kan Fjendens Tab af Døde og Saarede bestemt anslas til 20 Mand, hvorimod fra vores Side Ingen mistedes eller saaredes.- Da saaledes den overblevne rest af Fjenden var flygtet tilbage til Skibene, bleve de gjorte Fanger førte tilbage afsides paa Øen for, om et fornyet Angreb skulde ske, hvilket formodedes, og hvilket paafulgte med 3 Barkasser, 4 Travailleslupper og 3 mindre Baade, ialt 10 stærkt bemandede og bevæbnede Fartøier, der ankom under megen Hurra og Fryderaab, samt en vedholdende kardæskild.- Jeg lod strax trække en Kjede langs Kysten, om Fjenden atter muligt skulde have forsøgt at lande, men de holdt ej ind under vore riffelskud, og der skeede der for fra vores Side ikkun enkelte Skud.- Under denne Aktion, som omtrent varede en Time, og ved hvilken en Mand af Kongens Regiments Jægercompagni blev let blesseret af en Kugle i Laaret, ankom Hrr Capitain v. Schønheyder med Kanoneerbaadene, ved hvis komme de fientlige Fatøier fortrak og jeg efter Hrr Capitain v. Schønheyders Befaling igjen udskibede mig på Kanoneerbaadene. Jeg tør tilføje, at alt Mandskabet viste uendelig megen Koldblodighed, forenet med Lyst og Raskhed til at slaas.- Hverringe d 19 Maj 1809. H. R. Iuel | Citat |
|       | |       |

### Nyere tid
1960 fik øen strøm ved hjælp af en dieselgenerator, og 2004 strøm fra fastlandet.[kilde mangler]
Øens fyrtårn, Romsø Fyr, fra 1869 blev slukket i 1973, da det blev erstattet af et havfyr 5 km ude i Storebælt mod nordøst.

## Natur
Der er for få eller ingen kildehenvisninger i dette afsnit, hvilket er et problem. Du kan hjælpe ved at angive troværdige kilder til de påstande, som fremføres.

Øen er dannet som en morænekerne på indtil 17 m.o.h. efter storebæltsgletscheren i sidste istid, og efter at Storebælt blev oversvømmet for ca. 9.000 år siden, blev bakken til en ø. Strømforholdene ind og ud af Storebælt bevirkede, at der i bugten, hvor Maden i dag ligger, blev udbygget et vinkelforland.
Øens sydvestlige kyst har brede strandenge, mens der på den nordlige og østlige kyst er op til 10 meter høje klinter. På den nordvestlige del ligger det 17 meter høje Ravnsbjerg, som er øens højeste punkt. De tidligere opdyrkede 50 til 100 meter brede overdrev, der når hele øen rundt, er i juni et smukt syn, når tjørnene blomstrer. Ni procent af øens areal er mose, og i skoven er der mange mindre søer og fugtige arealer.
Der er et rigt fugleliv. Ornitologer har i øens fuglereservat "Maden" registreret 170 fuglearter, nogle kun som gæster, mens ca. 50 arter yngler her. Det er ikke tilladt at færdes på Maden fra marts til 15. juli. På Maden yngler flere forskellige arter af svømmeænder, og der er store kolonier af stormmåger og hættemåger. Øen er også hjem for et ørnepar, som har haft deres rede i øens midte i mange år.[kilde mangler]
Den meget sjældne bille Sort Pragttorbist har et af sine sidste danske levesteder på øen.[kilde mangler] Den er knyttet til gamle og døde løvtræer, der er en stor mangel i de fleste danske skove. På Romsø er der heldigvis mange egnede yngletræer. Rødbenet lynggræshoppe har sin eneste danske lokalitet på det nordlige Romsø, hvor den er meget talrig på et tørt overdrev. Den blev fundet der første gang i sommeren 2014. Dertil kan man også opleve sommerfuglearten Ensianblåfugl, da den lægger sine æg i de talrige myretuer, som pryder den nordøstelige del af øen.[kilde mangler]
I den 50 hektar store skov vokser bøg, eg og ask. I træerne yngler blandt andet hulduer, flagspætter, mejser og stære. Af skovens planter kan nævnes tyndakset gøgeurt, ørnebregner, tredelt egebregne, Skov-Springklap, Almindelig Gedeblad, Stor Konval, skov-kræppe og brombær.
Romsø kan desuden fremvise typiske eksempler på ellesump. Det er en skov- og landskabstype, som var mere udbredt i Danmark for 150 år siden, før industrialiseringen tog fart og satte sit præg på landskabet og naturen.

Ca. 180 dådyr, som oprindeligt stammer tilbage fra 1200-tallet, sørger for afgræsningen.[kilde mangler] Bestanden fornyes jævnligt med indførte dyr for at undgå indavl. For at holde bestanden nede, er der med jævne mellemrum jagt. Af andre dyr er der kun harer, pindsvin, snoge og stålorme.
Romsø er igennem en aftale med Naturstyrelsen sikret som en græsningsskov. Dåvildtet plejer de lysåbne arealer, og skoven forynges ved hegning. 271 løvtræer skal blive på øen til død og henfald til glæde for et varieret dyre og insektliv.